# Roberto Alarcón
Roberto Alarcón (Buenos Aires, 23 febbraio 1924 – 14 ottobre 1988) è stato un calciatore argentino, di ruolo centrocampista.

## Carriera

### Club
Comincia la carriera nel 1943 nelle file del San Lorenzo, con il quale conquista il campionato del 1946.
Nel 1948 passa al Gimnasia La Plata con il quale affronta una stagione difficile segnata anche dalla retrocessione in seconda divisione, rimase con il club di La Plata anche l'anno seguente e complessivamente realizzò sette reti in 21 incontri.

Queste buone prestazioni lo fanno notare dal Genoa che lo porta in Europa a disputare la Serie A 1949-1950. Con i rossoblu la stagione è anonima, la squadra si classifica infatti all'undicesimo posto.
L'esperienza rossoblu termina dopo una sola stagione, venendo ingaggiato dall'Olympique Marsiglia, club nel quale rimane per tre stagioni.
Dopo l'esperienza francese torna in Sudamerica, nelle file dell'America-RJ. Vi rimane per quattro stagioni poi si ritira dal calcio giocato.

## Palmarès

### Club

#### Competizioni nazionali
- Campionato argentino: 1

San Lorenzo: 1946